# Гоча Куправа
Гоча Куправа (нар. 3 серпня 1970 , с. Дзвелі Абаша Абашинського району) — грузинський інженер і політик.
У 1993 році закінчив інженерно-будівельний факультет Грузинського технічного університету. У 2004-2008 рр. був депутатом парламенту Грузії 6-го скликання за партійним списком, виборчим блоком: «Національний рух – демократи». 2008-2012 рр. – депутат парламенту Грузії 7-го скликання за партійним списком, виборчий блок: «Єдиний національний рух – за переможну Грузію».